# Lithocarpus bennettii
Lithocarpus bennettii là một loài thực vật có hoa trong họ Fagaceae. Loài này được (Miq.) Rehder mô tả khoa học đầu tiên năm 1919.